# فلاویو پائولتی
فلاویو پائولتی (انگلیسی: Flavio Paoletti؛ زادهٔ ۱۶ ژانویهٔ ۲۰۰۳) بازیکن فوتبال اهل ایتالیا است.
وی همچنین در تیم ملی فوتبال زیر ۱۷ سال ایتالیا بازی کرده‌است.